# Тарвасйигі
Тарвасйигі (ест. Tarvasjõgi) — річка у Естонії, притока річки Янийигі (басейн річки Ягала). Довжина — 24 км. Протікає через Кирвемааський ландшафтний заказник.